# Escoussens

Escoussens este o comună în departamentul Tarn din sudul Franței. În 2009 avea o populație de 641 de locuitori.

## Evoluția populației
| An        | 1975 | 1982 | 1990 | 1999 | 2006 | 2009 |
| --------- | ---- | ---- | ---- | ---- | ---- | ---- |
| Populație | 405  | 425  | 413  | 526  | 618  | 641  |